# Java Desktop System
Sun Java Desktop System (JDS) je na GNOME založené desktopové prostředí rozšířené o
Javu od Sunu.
Myšlenkou bylo, vytvořit systém pro jednoduchou obsluhu počítače. Balíček je vybaven aplikacemi jako e-mail, kalendář, kancelářský balík, webový prohlížeč, instant messenger.
JDS je začleněn od Solarisu 10. Během instalačního procesu si můžete vybrat mezi CDE a právě JDS.
JDS obsahuje hlavně free software. Další implicitně dodávané aplikace:
- Java 1.4.2
- GNOME 2.6
- StarOffice 7.0
- Mozilla 1.4
- Evolution 1.4
- MP3 a CD Player
- Java Media Player (založený na Java Media Frameworku)
- Pidgin- Instant Messenger
- RealPlayer